# فردریک استل
فردریک استل (انگلیسی: Frederick Steele; ۱۴ ژانویهٔ ۱۸۱۹ – ۱۲ ژانویهٔ ۱۸۶۸) فرد نظامی اهل ایالات متحده آمریکا بود.